# Dollman (film)
Dollman (titlu original: Dollman) este un film american SF de acțiune din 1991 regizat de Albert Pyun. Rolul principal titular a fost interpretat de actorul Tim Thomerson ca polițistul spațial Brick Bardo, cunoscut și sub numele de "Dollman"; el are doar 13 centimetri înălțime. Bardo este echipat cu un "Kruger Blaster", care este cel mai puternic pistol din univers.
Filmul a fost produs de Full Moon Features, care a mai colaborat cu Thomerson la seria Trancers. Dollman a fost urmat de o continuare încrucișată în 1993, numită Dollman vs. Demonic Toys, care este, de asemenea, o continuare a Demonic Toys (1992) și Bad Channels (1992).
„Dollman” a avut și propria sa serie de benzi desenate publicată de Eternity Comics, care a realizat și benzi desenate pentru alte filme Full Moon Features.

## Prezentare
Pe planeta Arturos, un criminal ia ostatici la o spălătorie. Escrocul este surprins când polițistul Brick Bardo intră sfidător să-și spele rufele. Bardo îi face pe ostaticii supraponderali să leșine și îl oprește pe criminal atunci când acesta amenință că va trage în el prin trupurile ostaticilor cu arma sa puternică. Deși îi salvează pe ostatici, Bardo, deja suspendat pentru metodele sale violente, se confruntă cu alte critici din partea primarului. Fragmente de știri sunt difuzate care susțin că a ucis mai mulți ostatici.
Bardo este prins în ambuscadă și răpit. După ce Bardo se trezește pe o câmpie deșertică, cel mai mare dușman al său, Sprug, dezvăluie că intenționează să-l omoare pe Bardo cu propriul său blaster, pe care Bardo îl folosise pentru a-l transforma pe Sprug într-un cap plutitor. Bardo folosește un câmp magnetic pentru a-și recupera blasterul și îi ucide pe acoliții lui Sprug. Sprug scapă cu nava lui, iar Bardo îl urmează. Sprug și Bardo trec printr-o bandă de energie, care îi micșorează și îi aruncă pe Pământ.
În Bronx, New York, Braxton Red și gașca lui conduc cartierul lor și ucid toți gangsterii care pătrund în zona lor. Debi, o tânără mamă singură hispanică, vrea ca poliția să facă mai mult. Când Debi se întoarce acasă, gangsteri care știu despre amestecul ei – Hector, Wick și Jackson – o prind și o amenință. Înainte s-o ucidă, Bardo îl rănește pe Hector și îl ucide pe Wick. Hector și Jackson fug, lăsând-o pe Debi să se întrebe dacă are halucinații. În timp ce ea îl ia pe Bardo și nava lui, Braxton Red și mâna lui dreaptă Armbruiser îl observă pe Sprug. Sprug spune că are o bombă puternică pe care o pot folosi în schimbul ajutorului lor pentru a-și repara nava.
Debi îl prezintă pe Bardo fiului ei entuziasmat, Kevin. La ascunzătoare, Braxton îl ucide pe Hector într-un acces de furie când Jackson spune că a fost ideea lui să o omoare pe Debi. Braxton nu crede că un bărbat de mărimea unei păpuși ar putea răni pe cineva, dar îl ia pe Jackson și alți câțiva gangsteri cu el la casa lui Debi pentru a-l găsi pe presupusul om de păpuși. Bardo îi ucide pe toți gangsterii, cu excepția lui Braxton, care este grav rănit în timp ce fuge. Sprug recunoaște mâna lui Bardo. După ce Braxton este de acord cu cerințele sale, Sprug îi vindecă parțial rănile. Când Sprug insistă ca să preia el gașca, Braxton îl zdrobește pe Sprug. Deși este încă rănit, Braxton se hotărăște să-l omoare pe Bardo.
Bardo aude o gălăgie mare în afara apartamentului când Debi se întoarce acasă de la serviciu. În timp ce Braxton și Armbruiser o răpesc pe Debi, Bardo sare pe fereastră și se apucă de mașina lor în timp ce aceasta pleacă cu mare viteză. Bardo urmărește gașca până unde au aterizat navele spațiale, unde plănuiesc să-l prindă în ambuscadă. Bardo folosește un pasaj subteran pentru a-i surprinde pe gangsteri și pentru a o salva pe Debi. Urmează un schimb de focuri, iar Bardo ucide majoritatea gangsterilor explodându-le vehiculele. Debi fuge, iar Braxton o urmează. Simțindu-se lipsit de respect pentru că a ținut-o în viață ani de zile, Braxton este pe cale s-o împuște pe Debi, dar Bardo îi distrage atenția și îl împușcă în unul dintre brațe. Debi îl oprește pe Bardo să-l omoare pe Braxton. Braxton folosește bomba lui Sprug într-un ultim act de crimă-sinucidere, iar Debi și Bardo aleargă să se adăpostească. Debi, după ce a văzut că Bardo este în siguranță, zâmbește, iar Bardo o întreabă dacă dimensiunea contează.

## Distribuție
- Tim Thomerson - Brick Bardo
- Jackie Earle Haley - Braxton Red
- Kamala Lopez - Debi Alejandro
- Humberto Ortiz - Kevin Alejandro
- Nicholas Guest - Skyresh
- Michael Halsey - Cally
- Eugene Glazer - Căpitanul Shuller